# Должино (озеро)
Должино (До́лжно) — озеро на западе Новгородской области, расположенное на территории Славитинского сельского поселения Волотовского района. Принадлежит бассейну Невы.
Расположено в 17 километрах к юго-западу от посёлка Волот, в 2 километрах к северу от деревни Должино. Находится на территории заказника «Болото Должинское». Высота над уровнем моря — 87 метров. Длина озера 2,8 километра, ширина до 1,7 километра. Площадь водной поверхности — 3,8 км². Наибольшая глубина составляет 3,5 метра, средняя — 1,5 метра. В последнее время наблюдается уменьшение глубины водной толщи за счет накопления илов, активно нарастает сплавина.
Со всех сторон озеро окружено болотами. Из южной части вытекает река Северка (приток Шелони). Площадь водосбора озера составляет 12,6 км². Населённых пунктов на берегу озера нет. К западу от озера находится небольшое озеро Устречина.
Код водного объекта в государственном водном реестре — 01040200411102000024183.